# Castelo de Azuchi

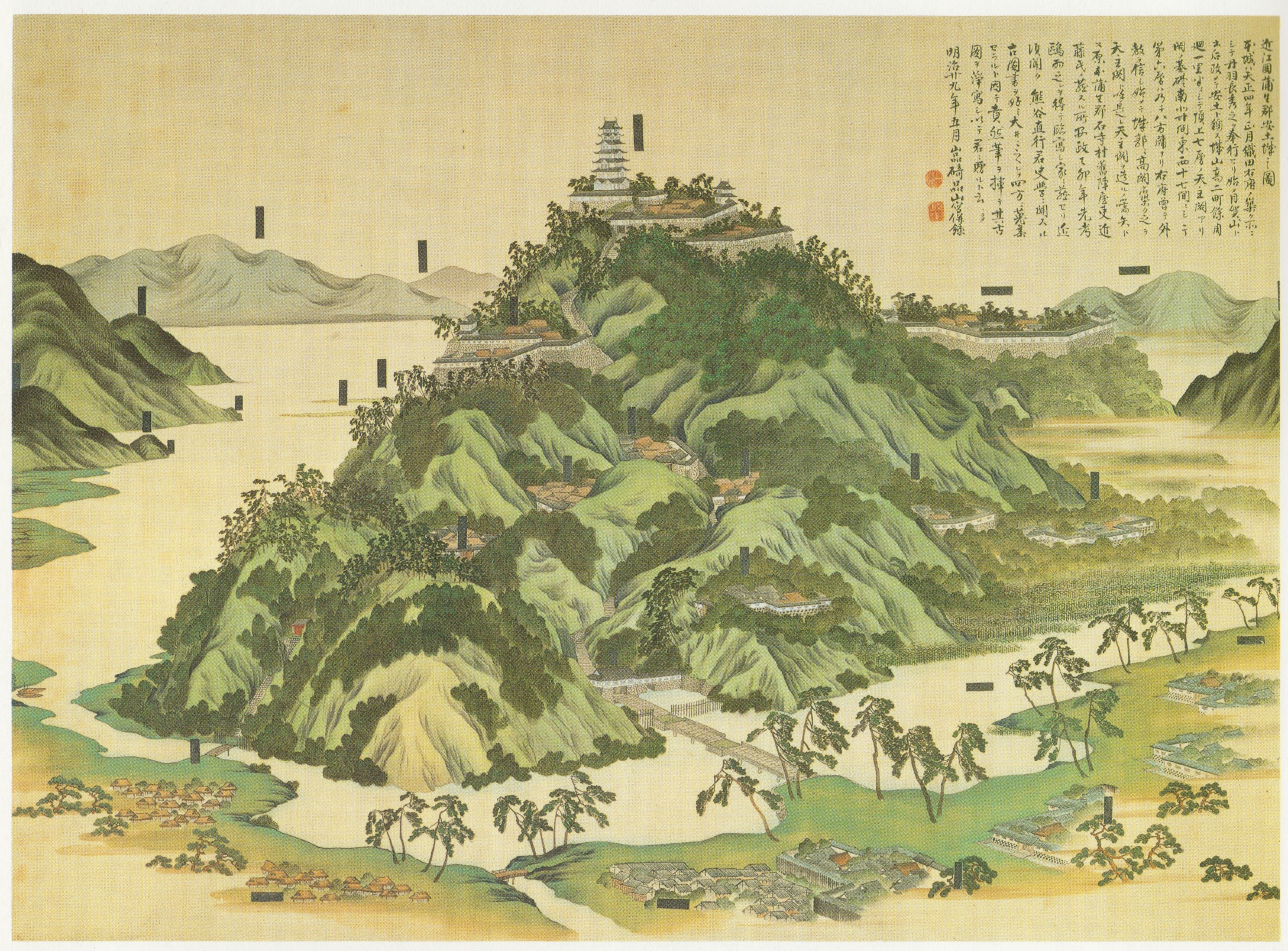
Pintura contemporânea do Castelo de Azuchi e da área envolvente.

O Castelo de Azuchi (安土城; azuchi-jô em japonês), foi um dos principais castelos de Oda Nobunaga.

## História e descrição

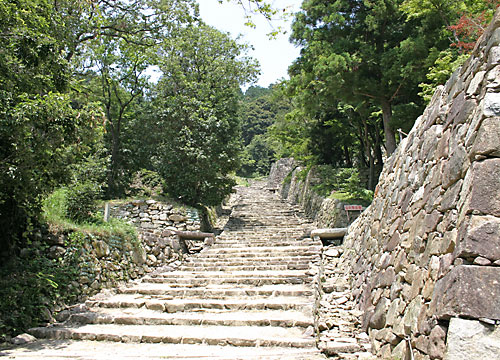
Degraus de pedra que conduzem às ruínas do Castelo de Azuchi.

O Castelo de Azuchi foi construído entre 1576 e 1579 nas margens do Lago Biwa, na Província de Ōmi. Nobunaga construiu-o intencionalmente perto de Quioto de forma que pudesse vigiar os exércitos que se aproximavam mas, ao manter-se fora da cidade, a sua fortaleza permaneceria imune aos conflitos que ocasionalmente consumiam a capital. Esta localização também tinha a vantagem de poder controlar as comunicações entre as rotas de transporte dos principais adversários: o clã Uesugi a norte, o clã Takeda a leste e o clã Mōri a oeste.
Ao contrário dos castelos e fortalezas construídos anteriormente, o Castelo de Azuchi não foi só concebido como uma estrutura militar fria e obscura, tendo Nobunaga idealizado um luxuoso palácio que impressionaria e intimidaria os seus rivais, não só pelas suas defesas, mas também pelas decorações e divisões cheias de luxo, numa cidade florescente com uma marcada vida religiosa. O Tenshukaku (castelo principal), mais que representar o centro de defesa do castelo, era uma construção de sete pisos de altura, que continha salões de audiência, quartos privados, gabinetes e diversos tesouros, tal como um castelo real. Além disso, este foi o primeiro castelo a contar com um piso superior octogonal. Ao contrário da maioria dos castelos japoneses, que tinham muros pintados de branco o negro, o Castelo de Azuchi era decorado com tigres e dragões coloridos.

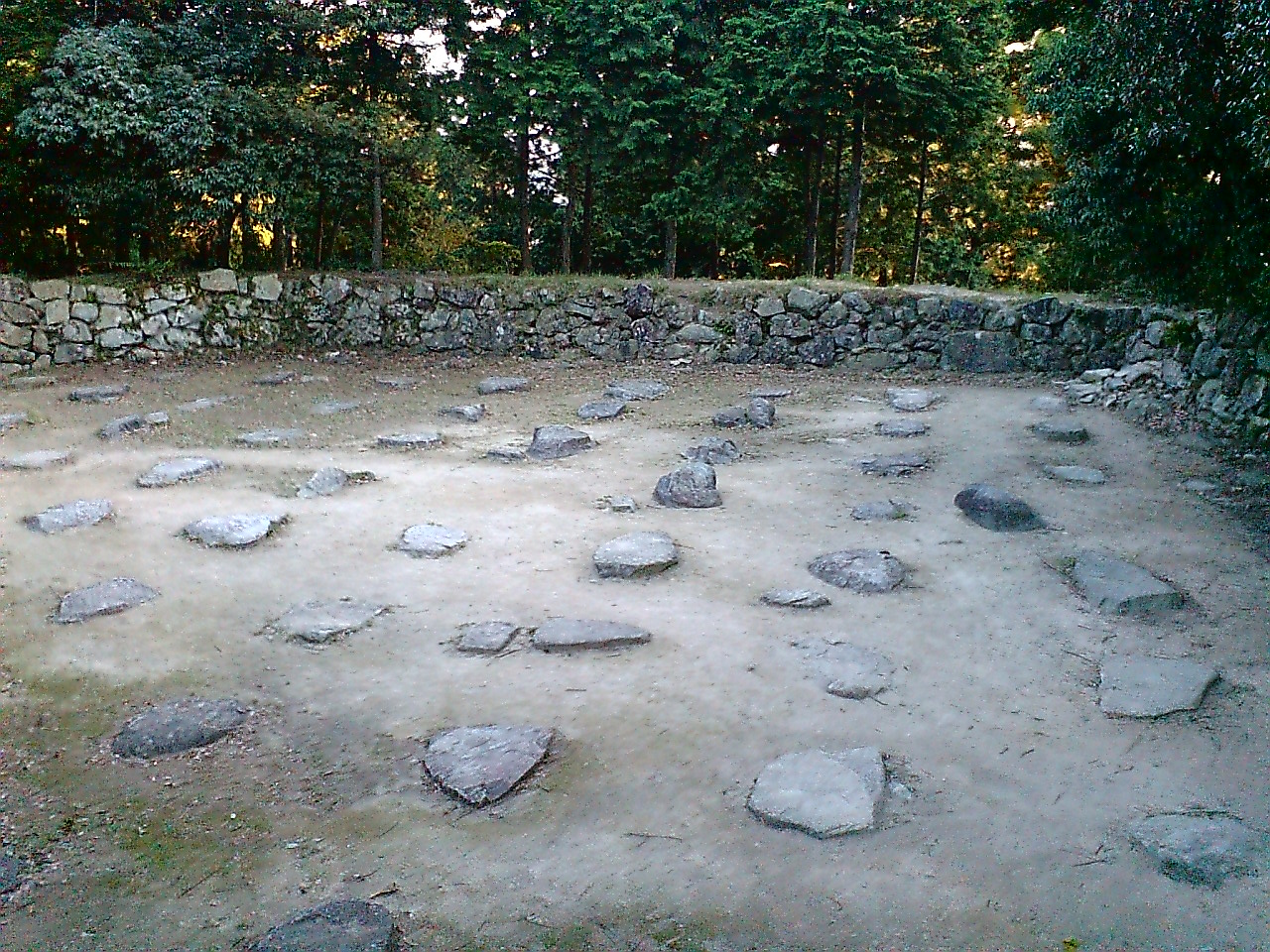
Ruínas do tenshu do Castelo de Azuchi.

O Castelo de Azuchi tinha cinco características primordiais que o distinguiam dos demais:
- em primeiro lugar era um edifício maciço com muros entre18 e 24 pés de grossura (entre cinco metros e meio e 6 metros e meio aproximadamente);
- a segunda característica é o uso predominante de pedra. Os muros foram construídos com grandes pedras de granito, as quais se encaixavam cuidadosamente sem o uso de argamassa;
- uma terceira inovação era a grande altura da torre central (torre de menagem), a qual permitia maior visibilidade para utilizar armas de fogo contra as forças invasoras;
- a quarta consistia no facto de contar com cidadelas interiores repartidas de forma irregular, o que proporcionava muitas posições defensivas contra os intrusos;
- por último, e talvez a mais distintiva, era a posição em que se encontrava. A grande maioria dos construtores acreditavam que os castelos assentes nas bases das montanhas e rodeados de abundante vegetação contavam com melhores defesas. O castelo foi construído numa área plana para garantir a completa possibilidade de ver um inimigo aproximar-se.

Nobunaga desejava um castelo-cidade completo, com lugares bem defendidos para os seus generais, um templo budista Terra Pura chamado de Jōgon-in e numerosas casas de plebeus situadas a curta distância da margem do lago. No entanto, no início teve problemas em convencer a população a mudar-se para a nova localização. No Verão de 1577 estabeleceu um estatuto municipal que garantia aos residentes imunidade de impostos, quotas de construção e de transporte, e moratória, e forçou todos os trabalhadores na estrada de Nakasendō a parar na cidade para se alojar durante a noite, fomentando deste modo o comércio para os que habitavam dentro do complexo. Em 1582, este castelo contava com cerca de 5000 habitantes.
Adicionalmente, para receber muitos dos poderosos convidados políticos de Nobunaga, tais como Tokugawa Ieyasu e Nagahide Niwa, o castelo foi palco de um evento, em 1579, que ficou conhecido como "Debate Religioso de Azuchi" (安土宗論, Azuchi shūron), que se celebrou entre os líderes das seitas budistas Nichiren e Jōdo.
No Verão de 1582, logo depois da morte de Nobunaga, o castelo foi atacado pelas forças de Akechi Mitsuhide, o qual traiu Nobunaga. O castelo foi incendiado, embora alguns assegurassem que isto havia sido obra de algum dos habitantes ou, inclusive, de algum dos filhos de Nobunaga. No entanto, Akechi pôde ocupar o castelo.
O período Azuchi-Momoyama da história do Japão toma, em parte, o nome deste castelo. Tudo o que resta nos dias de hoje é a sua base em pedra, embora tenha sido erguida uma reprodução, baseada nas descrições e ilustrações históricas, na Villa Ise Sengoku, um parque com temática samurai situado próximo de Ise. Além diso, no Museu Nobunaga no Yakata encontra-se uma réplica em escala natural dos pisos superiores da torre de menagem, próximo das ruínas do castelo original.

## Media contemporânea
No franchise Samurai Warriors/Warriors Orochi, o Castelo de Azuchi foi definido por Naoe Kanetsugu como "um dos mais inexpugnáveis e poderosos castelos" no período Sengoku, pensado, como metaforicamente definiu, como tendo "falta de justiça" por ser controlado por Oda Nobunaga

## Literatura
- Schmorleitz, Morton S. (1974). Castles in Japan. Tóquio: Charles E. Tuttle Co. pp. 65–68. ISBN 0-8084-1102-4 Verifique |isbn= (ajuda)